# Форт Сен-Жан-Батист
Форт Сен-Жан-Батист (англ. Fort St. Jean Baptiste, фр. Fort Saint-Jean-Baptiste des Natchitoches) — форт и торговый пост, основанный французскими колонистами в 1714 году на территории современного города Накитош, Луизиана, США. В период французского господства в регионе являлся важным стратегическим и торговым пунктом. После потери Францией Луизианы в 1763 году по Парижскому мирному договору форт потерял своё значение и постепенно начал приходить в упадок, превратившись к началу XIX века в руины. В 1979 году неподалёку от места, где находился исторический форт, была возведена его точная копия по сохранившимся оригинальным чертежам. Форт Сен-Жан-Батист стал первым постоянным европейским поселением на территории Луизианской покупки, благодаря чему Накитош, которому он дал начало, считается старейшим городом штата.

## Основание и ранняя история
Форт Сен-Жан-Батист был основан в 1714 Луи Жюшеро де Сен-Дени (фр. Louis Juchereau de Saint-Denis) на одном из островом реки Ред-Ривер во время выполнения торговой миссии по приказу губернатора Луизианы Антуана де Ламот-Кадильяка. Первейшее поселение представляло собой два дома, построенных в индейской деревне союзного племени натчиточесов с помощью местного населения. Причиной закладки поселения стала появившаяся возможность сбыта французских товаров в Восточном Техасе, бывшего частью испанской колониальной империи. В 1716 году под руководством Клода Шарля дю Тисне (фр. Claude Charles du Tisné) поселение было укреплено и в нём был расположен гарнизон для защиты от экспансии Испании с запада. Форт и три располагавшиеся рядом индейские деревни стали основой для будущего города Накитош, ставшего таким образом старейшим городом Луизианы. Стратегическое расположение форта позволило ему стать основным торговым пунктом региона нижней Миссисипи за счёт торговли с Испанией и индейцами, в частности, с каддо. Последние к середине XVIII века стали полностью зависеть от французских товаров.
Французская торговая деятельность шла вразрез с интересами Испании по влиянию на регион. При этом, восточно-техасские испанские миссии, несмотря на поставленную задачу по недопущению французской экспансии, ничего не могли этому противопоставить и, более того, сами зависели от французских и индейских товаров, включая продовольствие — известен эпизод с пожертвованием купленной у индейцев кукурузы французами из форта Сен-Жан-Батист в пользу францисканской миссии, чьи запасы продовольствия испортились от жары. По мнению историка Софи Бёртон, испанские миссии Восточного Техаса «существовали лишь по милости французов и хорошо это осознавали».

## Конфликты с Новой Испанией и восстание натчезов
В 1718 году новый губернатор Луизианы Жан-Батист Ле Муан де Бьенвиль назначил комендантом форта Филиппа Блонделя (фр. Philippe Blondel), а гарнизон был в небольшой степени увеличен. Через год, летом 1719 года, узнав о начале войны с Испанией, шесть французских солдат под командованием Блонделя захватили миссию Лос-Адаэс (исп. San Miguel de Linares de los Adaes). Эта вылазка и последующие события получили название «война из-за курицы» (англ. Chicken war) в связи с курьёзным инцидентом, благодаря которому испанцы узнали о захвате миссии. Обнаружив, что в Лос-Адаэсе находятся лишь один солдат и монах, французы взяли их в плен и начали сбор запасов провизии миссии. Обнаружив курятник, Филипп Блондель привязал найденных в нём птиц к седлу, однако когда он сел на лошадь, перепуганные курицы начали хлопать крыльями, из-за чего лошадь встала на дыбы, а офицер упал в грязь. Солдаты бросились к нему на помощь и в этой суматохе испанскому монаху удалось бежать. Добравшись до миссии Лос-Долорес (исп. Nuestra Señora de los Dolores, ныне Сан-Огастин, Техас) монах передал настоятелю вести о захвате Лос-Адаэса и пленении соотечественника, а также слова Блонделя о том, что в Восточный Техас из Мобила якобы движется французское подкрепление из ста солдат. Эта новость привела к бегству испанских восточно-техасских миссий в недавно основанный Сан-Антонио.
Возвращение Испании в Восточный Техас произошло лишь спустя два года. Маркиз де Сан-Мигель де Агуайо (исп. Marquis de San Miguel de Aguayo) с большим отрядом прибыл из Мехико в Сан-Антонио, где набрал ещё людей, а затем выступил в Восточный Техас. Французские колонисты, которых представлял вернувшийся и назначенный комендантом Луи Жюшеро де Сен-Дени, согласились покинуть Техас в обмен на обещание не восстанавливать Лос-Адаэс. Взамен Лос-Адаэса испанцы построили другой, одноимённый форт неподалёку, в 24 км (15 милях) от форта Сен-Жан-Батист, ставший столицей испанского Техаса. После ухода отряда Агуайо из Техаса боевые действия между колониальными державами в регионе на некоторое время прекратились. Последующий период был ознаменован ростом экономической значимости форта Сен-Жан-Батист и образовывавшегося вокруг него города как регионального центра торговли французов и индейцев. Население города включая солдат к 1726 году достигло 160 человек. При этом, гарнизон форта, составлявший 50 человек десятилетием ранее был уменьшен вдвое.
Помимо конфликтов с испанскими колонистами, форт Сен-Жан-Батист также известен своей ролью в восстании натчезов. В 1731 году он послужил прибежищем индейцам из союзного племени натчиточесов, подвергшихся нападению натчезов. Последние под предлогом передачи пленницы-француженки просили коменданта открыть ворота. Сен-Дени отказался впускать натчезов, предложив проход в форт лишь нескольким индейцам и непосредственно пленнице. После этой неудачной попытки захватить форт хитростью, натчезы сожгли пленницу, а форт был взят в осаду. Через некоторое время натчезы были разгромлены объединённым войском французов, испанцев из Лос-Адаэса, натчиточесов, каддо и других союзных Франции индейских племён.
В 1735 году форт был перенесён с острова на западный берег реки Ред-Ривер, что вызвало протесты со стороны Испании, считавшей Ред-Ривер естественной границей. Территориальный спор был урегулирован через 9 лет в пользу Франции — Испания согласилась передвинуть границу к западу.

## Упадок и современное состояние
В 1763 году по Парижскому мирному договору Франция была вынуждена уступить свои американские владения и Луизиана перешла к Испании. Французское поселение продолжало оставаться центром торговли, однако форт Сен-Жан-Батист потерял своё стратегическое значение и был заброшен. Ко времени Луизианской покупки форт уже представлял собой лишь руины, в связи с чем не восстанавливался американцами, построившими вместо этого новый форт Клейборн (англ. Fort Claiborne) неподалёку.
В 1979 году на берегу пойменного озера Кейн-Ривер в нескольких сотнях метров от места расположения исторического форта Сен-Жан-Батист была построена его точная копия. Строительство велось по архивным оригинальным чертежам Игнаса Франсуа Брутена (фр. Ignace François Broutin), который занимался укреплением форта в 1730 году. При постройке во многом использовались технологии XVIII века и материалы местного производства. Реконструкция форта Сен-Жан-Батист является историческим памятником штата Луизиана.